# Nottinghamshire
Nottinghamshire is een shire-graafschap (non-metropolitan county OF county) in de Engelse regio East Midlands en telt 817.851 inwoners. De oppervlakte bedraagt 2085 km2.
Nottinghamshire grenst aan South Yorkshire, Lincolnshire, Leicestershire en Derbyshire. De graafstadhoofdplaats was oorspronkelijk in Nottingham maar tegenwoordig is het council gevestigd in West Bridgford.
De stad Nottingham was onderdeel van Nottinghamshire tot 1998 maar is nu een unitary authority binnen het graafschap.

## Demografie
Van de bevolking is 16,4 % ouder dan 65 jaar. De werkloosheid bedraagt 3,3 % van de beroepsbevolking (cijfers volkstelling 2001).
Het aantal inwoners steeg van ongeveer 735.100 in 1991 naar 748.510 in 2001.

## Overzicht districten
| Lokaal bestuurde gebieden en plaatsen | Lokaal bestuurde gebieden en plaatsen |
| Nr.                                   | District/Unitary                      |
| ------------------------------------- | ------------------------------------- |
| 1                                     | Nottingham (unitary authority)        |
| 2                                     | Bassetlaw                             |
| 3                                     | Mansfield                             |
| 4                                     | Newark and Sherwood                   |
| 5                                     | Ashfield                              |
| 6                                     | Gedling                               |
| 7                                     | Broxtowe                              |
| 8                                     | Rushcliffe                            |

| Detailkaart |
| ----------- |
|             |

## Belangrijkste plaatsen
- Newark-on-Trent
- Mansfield
- Worksop
- Arnold
- Bingham
- Hucknall
- Kirkby-in-Ashfield
- Retford

Bedfordshire · Berkshire · City of Bristol · Buckinghamshire · Cambridgeshire · Cheshire · Cornwall · Cumbria · Derbyshire · Devon · Dorset · Durham · East Riding of Yorkshire · East Sussex · Essex · Gloucestershire · Greater London · Greater Manchester · Hampshire · Herefordshire · Hertfordshire · Isle of Wight · Kent · Lancashire · Leicestershire · Lincolnshire · City of London · Merseyside · Norfolk · Northamptonshire · Northumberland · North Yorkshire · Nottinghamshire · Oxfordshire · Rutland · Shropshire · Somerset · South Yorkshire · Staffordshire · Suffolk · Surrey · Tyne and Wear · Warwickshire · West Midlands · West Sussex · West Yorkshire · Wiltshire · Worcestershire
Overig: Stedelijke en niet-stedelijke graafschappen · Traditionele graafschappen
Bath and North East Somerset* · Bedfordshire · Berkshire · Blackburn & Darwen* · Blackpool* · Bournemouth* · Brighton & Hove* · Bristol* · Buckinghamshire · Cambridgeshire · Cheshire · Cornwall · Cumbria · Darlington* · Derby* · Derbyshire · Devon · Dorset · Durham · East Riding of Yorkshire* · East Sussex · Essex · Gloucestershire · Greater London · Greater Manchester · Halton* · Hampshire · Hartlepool* · Herefordshire* · Hertfordshire · Hull* · Isle of Wight* · Kent · Lancashire · Leicester* · Leicestershire · Lincolnshire · Luton* · Medway* · Merseyside · Middlesbrough* · Milton Keynes* · Norfolk · Northamptonshire · Northumberland · North East Lincolnshire* · North Lincolnshire * · North Somerset* · North Yorkshire · Nottingham* · Nottinghamshire · Oxfordshire · Peterborough* · Plymouth* · Poole* · Portsmouth* · Redcar & Cleveland* · Rutland* · Shropshire · Somerset · Southend-on-Sea* · Southampton* · South Gloucestershire* · South Yorkshire · Staffordshire · Stockton-on-Tees* · Stoke-on-Trent* · Suffolk · Surrey · Swindon* · Telford & Wrekin* · Thurrock* · Torbay* · Tyne & Wear · Warrington* · Warwickshire · West Midlands · West Sussex · West Yorkshire · Wiltshire · Worcestershire · York* 
Overig: Ceremoniële graafschappen · Traditionele graafschappen
Bedfordshire · Berkshire · Buckinghamshire · Cambridgeshire · Cheshire · Cornwall · Cumberland · Derbyshire · Devon · Dorset · Durham · Essex · Gloucestershire · Hampshire · Herefordshire · Hertfordshire · Huntingdonshire · Kent · Lancashire · Lincolnshire · Leicestershire · Middlesex · Norfolk · Northamptonshire · Northumberland · Nottinghamshire · Oxfordshire · Rutland · Shropshire · Somerset · Staffordshire · Suffolk · Surrey · Sussex · Warwickshire · Westmorland · Wiltshire · Worcestershire · Yorkshire
Overig: Stedelijke en niet-stedelijke graafschappen · Traditionele graafschappen